# Cormolain
Cormolain és un municipi francès situat al departament de Calvados i a la regió de Normandia. L'any 2007 tenia 406 habitants.

## Demografia

### Població
El 2007 la població de fet de Cormolain era de 406 persones. Hi havia 175 famílies de les quals 54 eren unipersonals (21 homes vivint sols i 33 dones vivint soles), 54 parelles sense fills, 50 parelles amb fills i 17 famílies monoparentals amb fills.
La població ha evolucionat segons el següent gràfic:
Habitants censats

### Habitatges
El 2007 hi havia 214 habitatges, 175 eren l'habitatge principal de la família, 30 eren segones residències i 9 estaven desocupats. Tots els 213 habitatges eren cases. Dels 175 habitatges principals, 128 estaven ocupats pels seus propietaris, 39 estaven llogats i ocupats pels llogaters i 7 estaven cedits a títol gratuït; 1 tenia una cambra, 14 en tenien dues, 35 en tenien tres, 55 en tenien quatre i 69 en tenien cinc o més. 31 habitatges disposaven pel capbaix d'una plaça de pàrquing. A 91 habitatges hi havia un automòbil i a 59 n'hi havia dos o més.

### Piràmide de població
La piràmide de població per edats i sexe el 2009 era:
| Homes | Edats   | Dones |
| ----- | ------- | ----- |
| 0     | 95 o +  | 0     |
| 0     | 90 a 94 | 0     |
| 4     | 85 a 89 | 0     |
| 0     | 80 a 84 | 4     |
| 16    | 75 a 79 | 20    |
| 4     | 70 a 74 | 20    |
| 12    | 65 a 69 | 8     |
| 16    | 60 a 64 | 20    |
| 16    | 55 a 59 | 8     |
| 8     | 50 a 54 | 16    |
| 12    | 45 a 49 | 8     |
| 8     | 40 a 44 | 4     |
| 4     | 35 a 39 | 8     |
| 16    | 30 a 34 | 8     |
| 8     | 25 a 29 | 16    |
| 4     | 20 a 24 | 0     |
| 4     | 15 a 19 | 0     |
| 8     | 10 a 14 | 8     |
| 4     | 5 a 9   | 8     |
| 12    | 0 a 4   | 12    |

## Economia
El 2007 la població en edat de treballar era de 245 persones, 173 eren actives i 72 eren inactives. De les 173 persones actives 147 estaven ocupades (79 homes i 68 dones) i 26 estaven aturades (16 homes i 10 dones). De les 72 persones inactives 29 estaven jubilades, 18 estaven estudiant i 25 estaven classificades com a «altres inactius».

### Ingressos
El 2009 a Cormolain hi havia 161 unitats fiscals que integraven 373 persones, la mediana anual d'ingressos fiscals per persona era de 15.059 €.

### Activitats econòmiques
Dels 8 establiments que hi havia el 2007, 1 era d'una empresa alimentària, 1 d'una empresa de fabricació d'altres productes industrials, 2 d'empreses de construcció, 1 d'una empresa de comerç i reparació d'automòbils, 1 d'una empresa immobiliària, 1 d'una empresa de serveis i 1 d'una entitat de l'administració pública.
Dels 2 establiments de servei als particulars que hi havia el 2009, 1 era un paleta i 1 fusteria.
Dels 2 establiments comercials que hi havia el 2009, 1 era una botiga de menys de 120 m² i 1 una fleca.
L'any 2000 a Cormolain hi havia 24 explotacions agrícoles que ocupaven un total de 832 hectàrees.

## Equipaments sanitaris i escolars
El 2009 hi havia una escola elemental.

## Poblacions més properes
El següent diagrama mostra les poblacions més properes.